# Perfidia (serie de televisión)
Perfidia es una serie de televisión de suspenso argentina de 8 capítulos seleccionada por el INCAA (Instituto Nacional de Cine y Artes Audiovisuales) en el marco del Concurso Series de Ficción Federales, impulsado por el Plan Operativo de Promoción y Fomento de Contenidos Audiovisuales Digitales a cargo del Ministerio de Planificación Federal, Inversión Pública y Servicios.
Protagonizado por: Juan Gil Navarro, Antonio Birabent, Gloria Carrá, Romina Ricci, Carlos Portaluppi, Lucas Akoskin y Leonardo Saggese. Su primera emisión fue el 6 de febrero de 2012, de lunes a jueves a las 22:30 (UTC -3) en la pantalla de la TV Pública Digital.

## Historia
Manuel (Juan Gil Navarro) vuelve a Buenos Aires luego de vivir diez años en Europa y se reencuentra con sus excompañeros del colegio secundario, entre ellos Mariano (Antonio Birabent) casado con Cecilia (Gloria Carrá). Los tres solían ser buenos amigos.
Mariano, atraviesa una crisis económica sin que Cecilia esté enterada y ve con admiración a Manu que vuelve de Europa convertido en millonario. Manu le ofrece a Mariano entrar en un negocio financiero prometedor y riesgoso a la vez. Juntos pondrán en marcha una maquinaria financiera destinada a lograr un millón de dólares cada uno, en una suerte de estafa contra Daniel (Carlos Portaluppi) y Gabriel (Lucas Akoskin). Pero la situación se les va de las manos y comienzan a jugar los celos, las traiciones y el pasado.

## Elenco
- Juan Gil Navarro
- Antonio Birabent
- Gloria Carrá
- Romina Ricci
- Carlos Portaluppi
- Lucas Akoskin
- Leonardo Saggese
- Alejandro Fiore
- Tadeo Goldstein
- Iván Espeche
- Paula Canals
- Osqui Guzmán
- Gustavo Chantada
- Jorge Crivelli
- Florencia Elicabe

## Personajes[3]
- Juan Gil Navarro es Manuel Gutiérrez Dillon: cuarenta años. Alto, atlético, buen mozo. De familia semi aristocrá- tica venida a menos, pasó su infancia entre una casona de Belgrano R y un campo en Bragado. Nada de eso existe más. Los últimos diez años estuvo en Europa, sin dar señales de vida. Aparece de improviso en Buenos Aires convertido en millonario.[4]
- Antonio Birabent es Mariano Lauren: cuarenta años. Economista. Padres de clase media profesionales. Casado con Cecilia Salguero, tienen un hijo, Dante de nueve. Manu fue su mejor amigo hasta que se fue a Europa. Fue él quien le presentó a Cecilia.
- Gloria Carrá es Cecilia Salguero: treinta y nueve años. Madre de Dante, esposa de Mariano. Tuvo una historia con Manuel pero nunca se lo dijo a Mariano. Siempre pensó "qué hubiera pasado si....". Está feliz con su matrimonio, pero todo se perturba con la llegada de Manu.
- Romina Ricci es Julieta Mitre: treinta y cinco años. Divorciada de Enrique Echandia, financista. Fue modelo, sufre el paso del tiempo.  Y los celos de su exmarido.
- Carlos Portaluppi es Daniel Cosentino: cuarenta años. Martillero público. De padres comerciantes, dueños de una cadena importante de pizzerías en Buenos Aires. Canchero, egocéntrico,  despiadado.... Fue un futbolista de excepción, ahora pesa 120 kg . Separado,  está resentido con la vida, aunque trata de disimularlo todo el tiempo.
- Lucas Akoskin es Gabriel McDonnel: cuarenta años. Abogado. De familia de abogados. Trabaja en el bufete de su padre, aunque desearía abrirse por su cuenta. Cuando Manu llega a Buenos Aires, está empezando a hacer unos negocios con Daniel. Nadie conoce demasiado de su vida privada
- Leonardo Saggese es Jerónimo Muller: cuarenta años. Íntimo amigo de Manuel y de Mariano en la adolescencia y los veintis.... Hace varios años que nadie sabe nada de él. Como si se lo hubiera tragado la tierra.
- Alejandro Fiore es Enrique Echandia: exmarido de Julieta. Financista, heredó miles de hectáreas en Henderson, Provincia de Buenos Aires.

## Crítica[5]
- television.com.ar: Perfidia: una apuesta “novedosa”

Suspenso, intriga y acción condimentan Perfidia, un relato de traición compuesto por la excelencia del ojo de Juan Laplace, un director que rompe las estructuras televisivas y apuesta a la calidad cinematográfica en la TV Pública.
Tanto por el estilo narrativo como por el cuidado de la fotografía, esta nueva miniserie de Canal Siete se destaca entre las otras producciones que también formaron parte del concurso del Programa para la promoción de la producción de contenidos audiovisuales del INCAA.
Perfidia cuenta la historia de un negocio muy seductor, pero repleto de infamia y codicia. Manuel Gutiérrez Dillon (Juan Gil Navarro) regresa a Buenos Aires después de varios años y de viajes por todo el mundo y se reencuentra con sus amigos de la infancia, Mariano (Antonio Birabent), Daniel (Carlos Portaluppi) y Gabriel (Lucas Akoskin), y les propone “la oportunidad” financiera de sus vidas.
Con toques de acción y de policial, la serie está recreada en ambientes de hombres de negocios y oficinas lujosas, lejos de cualquier tipo del costumbrismo y/o temas sociales muy esperables en la pantalla de Canal Siete. Con Perfidia, la TV Pública apuesta al entretenimiento y da cuenta de un proceso de recambio de programación que se viene gestando hace algunos años.
Diferente a otras series del INCAA que se concentraron en expresar un mensaje de carácter sensible para la sociedad, ésta viene a demostrar que se puede hacer buena televisión con un elenco destacado, libros complejos y el presupuesto de un concurso.

## Debut
Perfidia, debutó con un rating de 0.6 puntos según datos de IBOPE y quedó último en su franja, ya que competía con el debut de Lobo y la exitosa novela Dulce amor. Al día siguiente levanta su puntaje a 1.1. En su penúltimo capítulo hace 1.3.
Su marca más alta la tuvo en su último capítulo que promedio 1,4.

## Nominaciones y premios
| Premio                                       | Categoría                            | Nominado/a        | Resultado |
| -------------------------------------------- | ------------------------------------ | ----------------- | --------- |
| Premios Tato 2012                            | Actriz en Ficción Unitario           | Gloria Carrá      | Nominada  |
| Premios Tato 2012                            | Actor de Reparto en Ficción Unitario | Carlos Portaluppi | Nominado  |
| Premios Nuevas Miradas en la Televisión 2012 | Mejor Serie de Ficción               | Perfidia          | GANADOR   |
| Premios Nuevas Miradas en la Televisión 2012 | Mejor Actor                          | Antonio Birabent  | GANADOR   |
| Premios Nuevas Miradas en la Televisión 2012 | Participación Femenina               | Romina Ricci      | Nominada  |

## Ficha técnica
- Producida por: Juan Laplace Luis Sartor
- Producción Ejecutiva: Rocío Scenna
- Asistente de Dirección: Solange Aramburu
- Jefa de Producción: Maricruz Turón
- Jefe de Locaciones: Maximiliano Hunglinger
- Asistente de Producción: Agustín Antelo
- Dirección de Fotografía: Max Ruggieri
- Cámara: Laura Mosquera
- Dirección de Arte: Agostina Benvenuti
- Vestaurio: Soledad Cancela
- Edición: Lautaro Colace
- Música: Noroeste Música & Sonido
- Sonido: Mariana Pertuso - Julián Reig
- Maquillaje: Romina Sarlinga
- Casting: Gustavo Chantada
- Ayudante de Dirección: María Zanetti